# Alberto Vitoria
Alberto Vitoria Soria (11 de janeiro de 1956 - 26 de abril de 2010) foi um futebolista espanhol que jogou como meio-campista para o Real Madrid, Rayo Vallecano, dentre outro clubes. Vitoria também representou a Espanha nos Jogos Olímpicos de Verão de 1976.